# 내 마음을 읽어 봐
내 마음을 읽어 봐(Sur Mes Levres, Read My Lips)는 프랑스에서 제작된 자크 오디아르 감독의 2001년 영화이다. 뱅상 카셀 등이 주연으로 출연하였고 필립 카카손 등이 제작에 참여하였다.

## 출연

### 주연
- 뱅상 카셀
- 엠마뉴엘 드보스

### 조연
- 올리비에 구르메
- 올리비에르 페리에르
- 올리비아 보나미

## 제작진
- 미술: 미셀 바틀레미
- 배역: 리처드 루시우